# Lucas Lissens
Lucas Lissens (Gand, 25 luglio 2001) è un calciatore belga, difensore del Randers.

## Carriera

### Club
Cresciuto nel settore giovanile dell'Anderlecht, con cui ha firmato il primo contratto professionistico nel maggio del 2018. Ha debuttato in prima squadra il 15 dicembre 2020 nell'incontro di Pro League vinto 2-1 contro l'Ostenda venendo redarguito con un cartellino rosso a venti minuti dal termine. Nel 2022 è stato assegnato alla neonata seconda squadra del club belga, denominata RSCA Futures.
Il 1º febbraio 2024 è stato acquistato a titolo definitivo dal Lyngby.

### Nazionale
Ha giocato nelle nazionali giovanili belghe Under-15, Under-16, Under-17, Under-18, Under-19 ed Under-21.

## Statistiche

### Presenze e reti nei club
Statistiche aggiornate al 23 aprile 2025.
| Stagione        | Squadra         | Campionato      | Campionato | Campionato | Coppe nazionali | Coppe nazionali | Coppe nazionali | Coppe continentali | Coppe continentali | Coppe continentali | Altre coppe | Altre coppe | Altre coppe | Totale | Totale | Totale |
| Stagione        | Squadra         | Comp            | Pres       | Reti       | Comp            | Pres            | Reti            | Comp               | Pres               | Reti               | Comp        | Pres        | Reti        | Pres   | Reti   |        |
| --------------- | --------------- | --------------- | ---------- | ---------- | --------------- | --------------- | --------------- | ------------------ | ------------------ | ------------------ | ----------- | ----------- | ----------- | ------ | ------ | ------ |
| 2020-2021       | Anderlecht      | PL              | 2          | 0          | CB              | 2               | 0               | -                  | -                  | -                  | -           | -           | -           | 4      | 0      |        |
| 2021-2022       | Anderlecht      | PL              | 0          | 0          | CB              | 0               | 0               | UECL               | 0                  | 0                  | -           | -           | -           | 0      | 0      |        |
| 2022-2023       | Anderlecht      | PL              | 1          | 0          | CB              | 1               | 0               | UECL               | 0                  | 0                  | -           | -           | -           | 2      | 0      |        |
| 2023-gen. 2024  | Anderlecht      | PL              | 0          | 0          | CB              | 1               | 0               | -                  | -                  | -                  | -           | -           | -           | 1      | 0      |        |
| 2022-2023       | RSCA Futures    | CPL             | 27         | 2          | -               | -               | -               | -                  | -                  | -                  | -           | -           | -           | 27     | 2      |        |
| 2023-gen. 2024  | RSCA Futures    | CPL             | 9          | 2          | -               | -               | -               | -                  | -                  | -                  | -           | -           | -           | 9      | 2      |        |
| gen.-giu. 2024  | Lyngby          | SL              | 13         | 0          | CD              | 0               | 0               | -                  | -                  | -                  | -           | -           | -           | 13     | 0      |        |
| 2024-2025       | Lyngby          | SL              | 24         | 1          | CD              | 1               | 0               | -                  | -                  | -                  | -           | -           | -           | 25     | 1      |        |
| Totale carriera | Totale carriera | Totale carriera | 76         | 5          |                 | 5               | 0               |                    | 0                  | 0                  |             | -           | -           | 81     | 5      |        |